# Донцов Іван Дмитрович
Іван Дмитрович Донцов - громадський і політичний діяч Російської імперії. 10 березня 1894 року був обраний мелітопольським міським головою, але 11 квітня 1894 року помер, не встигнувши вступити на посаду. Батько теоретика українського націоналізму Дмитра Івановича Донцова.

## Біографія
За однією з гіпотез, походить із роду слобожанського козацького полковника Федора Донця, нащадки якого отримали дворянські звання і змінили прізвище на російський манер. Однак документальних підтверджень цієї гіпотези не виявлено.
Сім'я Донцових оселилася на Мелітопольщині у першій половині XIX століття, скориставшись гарантованими урядом пільгами для переселенців та придбавши 1500 десятин цілинного чорнозему.
Іван Донцов відійшов від хліборобської родинної традиції. Він здав землю в оренду, а сам оселився у Мелітополі та зайнявся торгівлею сільськогосподарськими машинами. Його справа йшла успішно. Він купив кілька великих будинків, які також здавав в оренду.
Донцов цікавився українською культурою. У його бібліотеці були книги Шевченка, Куліша, Гоголя, Стороженка. Сім'я Донцових ходила в український театр під час гастролей українських труп у Мелітополі.
Навесні 1873 Іван Донцов був обраний в першу в історії Мелітополя міську думу, ставши одним з 42 її гласних.
10 березня 1894 року його було обрано мелітопольським міським головою на чотириліття 1894-1897. Але 11 квітня 1894 року він помер, так і не встигнувши вступити на посаду. Міським головою замість нього став Олексій Панкеєв.

## Сімʼя
Дружина - згідно з сучасними офіційними даними - Єфросинья Йосипівна (бл. 1846-1895), мала італійсько-німецьке походження. Виросла у будинку свого прийомного батька, німецького колоніста. Померла за рік після смерті свого чоловіка.
П'ятеро дітей, 3 сини та 2 дочки. Середнім сином був Дмитро (1883—1973) — український публіцист та політичний діяч, ідеолог українського націоналізму. Виховані батьком і матір'ю старші брат і сестра стали членами РСДРП, а з часом видними діячами ВКП(б). Старші брат і сестра як професійні революціонери розшукувалися владою, тому після смерті батьків Дмитра та молодших дітей взяли на виховання родичі матері. Зокрема, після смерті матері Дмитра Донцова виховував прийомний батько матері, який не говорив ні російською, ні українською, ні літературною німецькою.